# NGC 165
NGC 165 è una galassia a spirale barrata situata nella costellazione della Balena.

## Descrizione
Ha una classe di luminosità II-III e presenta una larga riga a 21 cm dell'idrogeno neutro. Il database Simbad la considera una radiogalassia.

## Scoperta
NGC 165 è stata scoperta nel 1882 dall'astronomo tedesco Ernst Wilhelm Tempel e successivamente descritta come "debole, grande, posta 2" a est" di NGC 163, da John Louis Emil Dreyer.